# 1979 (The Smashing Pumpkins)
1979 is een nummer van de Amerikaanse rockband The Smashing Pumpkins uit 1996. Het is de tweede single van hun derde studioalbum Mellon Collie and the Infinite Sadness.
Het nummer behaalde in een aantal landen de hitlijsten, in de meesten werd het een bescheiden hitje. In de Amerikaanse Billboard Hot 100 schopte het nummer het tot de 12e positie. In Nederland en Vlaanderen had het nummer minder succes; in de Nederlandse Top 40 haalde het nummer 38 en in de Vlaamse Ultratop 50 nummer 37.

## NPO Radio 2 Top 2000
| Nummer met noteringen in de NPO Radio 2 Top 2000 | '14  | '15  | '16  | '17  | '18 | '19  | '20  | '21  | '22  | '23  | '24  |
| ------------------------------------------------ | ---- | ---- | ---- | ---- | --- | ---- | ---- | ---- | ---- | ---- | ---- |
| 1979                                             | 1178 | 1174 | 1135 | 1022 | 908 | 1171 | 1141 | 1208 | 1119 | 1061 | 1019 |

1. ↑  Een vetgedrukt getal geeft de hoogste notering aan.
2. ↑  2014 was het eerste jaar met een notering voor dit nummer.